# Martin Borowski
Martin Borowski (* 12. Mai 1966 in Meldorf) ist ein deutscher Jurist und Hochschullehrer.

## Leben
Nach dem Abitur 1985 in Preetz studierte Borowski ab dem Wintersemester 1985 Rechtswissenschaften an der Christian-Albrechts-Universität in Kiel, wo er 1991 das Erste Staatsexamen absolvierte. Ab April 1992 bis Ende September 1993 war Borowski als wissenschaftlicher Mitarbeiter bei Robert Alexy an der Kieler Universität tätig. Am 18. April 1997 promovierte Borowski mit der Dissertation zum Thema Grundrechte als Prinzipien. Diese Arbeit erhielt den Fakultätspreis der Juristischen Fakultät der Kieler Universität für das Jahr 1997. Im November desselben Jahres legte Borowski die zweite Juristische Staatsprüfung ab. Von April 1998 bis Mitte 2006 war er erneut als wissenschaftlicher Assistent am Lehrstuhl von Robert Alexy an der Kieler Universität tätig. Noch während dieser Zeit, am 28. Januar 2004, habilitierte Borowski sich an der rechtswissenschaftlichen Fakultät der Universität zu Kiel mit der Habilitationsschrift Die Glaubens- und Gewissensfreiheit des Grundgesetzes. Das Thema seines Habilitationsvortrages war: Die Nichtigkeitsklage gem. Art. 230 Abs. 4 EGV. Im darauffolgenden Monat erhielt er die Lehrbefugnis für die Fächer Öffentliches Recht, Europarecht und Rechtsphilosophie durch den Senat der Christian-Albrechts-Universität zu Kiel.
In den Jahren 2005 bis 2012 hielt sich Borowski unter anderem im Rahmen eines Forschungsstipendiums der Humboldt-Stiftung vorrangig in den Vereinigten Staaten von Amerika an der School of Law der Washington-University in St. Louis, Missouri und in Großbritannien an der School of Law der University of Westminster, London und der Birmingham Law School der University of Birmingham auf. Zum Wintersemester 2012 folgte Borowski einem Ruf der Ruprecht-Karls-Universität zu Heidelberg und hat seitdem in Nachfolge des 2010 verstorbenen Winfried Brugger den Lehrstuhl für öffentliches Recht, Verfassungstheorie und Rechtsphilosophie inne. Von Oktober 2014 bis September 2016 war er Studiendekan der dortigen rechtswissenschaftlichen Fakultät.

## Werke (Auswahl)
- Grundrechte als Prinzipien. 3. Auflage. Nomos, Baden-Baden 2018 (Dissertation).
- mit Stanley L. Paulson (Hrsg.): Die Natur des Rechts bei Gustav Radbruch, Mohr Siebeck, Tübingen 2015, ISBN 978-3-16-153451-5.
- Die Glaubens- und Gewissensfreiheit des Grundgesetzes. Mohr Siebeck, Tübingen 2006, ISBN 3-16-148565-3 (Habilitationsschrift).